# Caspar van Citters
Caspar van Citters (ur. 22 stycznia 1674 w Middelburgu, zm. 28 września 1734 tamże) – polityk holenderski, wielki pensjonariusz Zelandii od 28 listopada 1718 roku, zm. 28 września 1734. 
Jego teściem był Jacob Verheije (1640–1718). Dzięki temu, że Caspar i jego brat Willem I van Citters byli wżenieni w rodziny związane z oboma wojującymi stronnictwami: oranżystami i "patriotami", rodzina van Citters stała się jedną z najważniejszych w Zelandii i całej Republice. 
W latach (1705–1711) był pensjonariuszem Middelburga. Od 1711 sekretarz prowincji Zelandia. Napisał ostateczną wersję słynnego: Contract van Harmonie z 1715 roku. Zarządzenie to osłabiło walki między stronnictwami.  